# Unstrut
La rivière Unstrut est un cours d'eau du land de Thuringe en Allemagne et un affluent de la Saale, donc un sous-affluent de l'Elbe.

## Géographie
Sa longueur est de 192 kilomètres.
L'Unstrut prend sa source dans l'arrondissement d'Eichsfeld.
Après avoir traversé le bassin de Thuringe, l'Unstrut entre dans le land de Saxe-Anhalt.
L'Unstrut se jette dans la rivière Saale près de la ville de Naumbourg.

## Étymologie
« Strödu » vient du Vieux Haut allemand et signifie « bosquet marécageux », « Un » est un préfixe pour intensifier le sens, la région de la rivière Unstrut était une région très marécageuse. 
En 575 la rivière s'appelait « Onestrudis », au VIIe siècle « Unestrude », et en 994 « Vnstruod ».

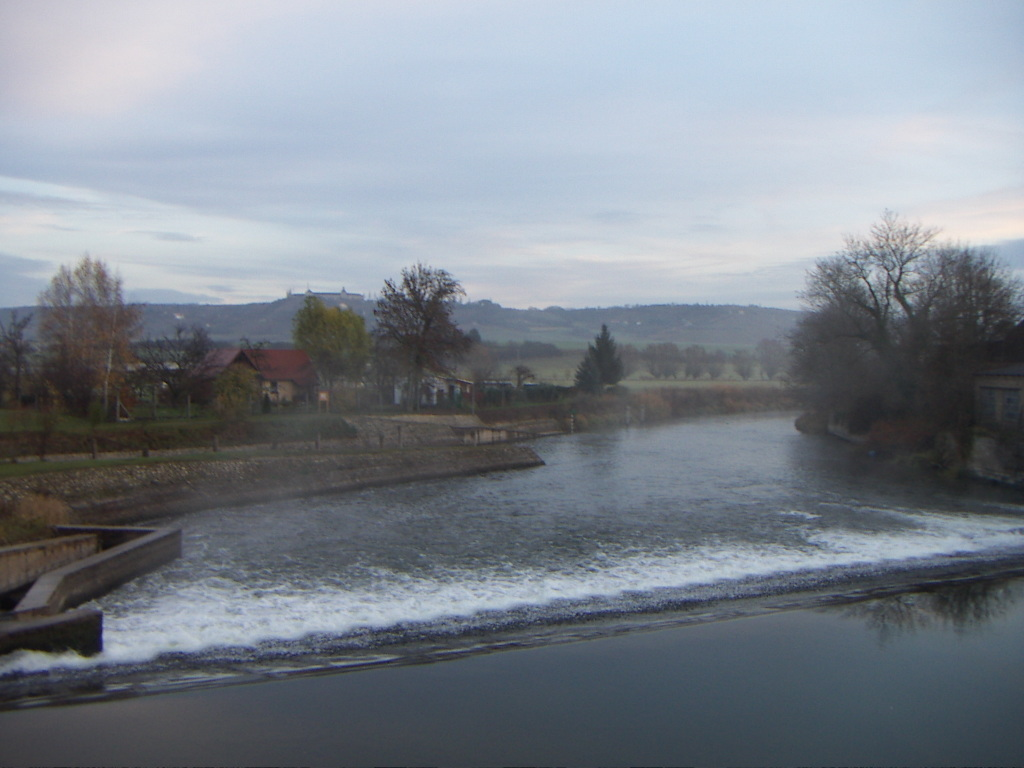
Un seuil sur la rivière Unstrut.

## Histoire
En 531, selon l’« Histoire des Francs » de Grégoire de Tours, la bataille décisive entre le Royaume de Franconie et celui de Thuringe est survenue le long de la rivière Unstrut. Il s'est ensuivi la destruction et l'annexion du premier royaume de Thuringe médiéval par l'empire des Francs.